# Palácio das Cinzas
O Palácio das Cinzas é um palácio em Dili, capital de Timor-Leste que serviu de palácio presidencial nos governos de Xanana Gusmão e José Ramos-Horta, antes da construção do Palácio Presidencial Nicolau Lobato.

## História
O palácio no tempo da ocupação indonésia serviu como sede de serviços de polícia e de registo de automóveis (o SAMSAT) e na história do edifício menciona-se que foi completamente queimado por setores das forças indonésias logo após o resultado do referendo em 1999; foi restaurado e inaugurado no dia 28 de outubro de 2002 e no evennto inaugurativo o então Presidente de Timor-Leste, Xanana Gusmão, enfatizou que a escolha do nome de Palácio das Cinzas constituía-se em: "uma homenagem ao próprio processo" de luta pela independência de Timor-Leste.